# Tigriopus japonicus
Tigriopus japonicus är en kräftdjursart som beskrevs av Tamezo Mori botanist  1938. Tigriopus japonicus ingår i släktet Tigriopus och familjen Harpacticidae. Inga underarter finns listade i Catalogue of Life.